# 天主教圭亞那城教區
天主教圭亞那城教區（拉丁語：Dioecesis Civitatis Guayanensis）是委內瑞拉一個羅馬天主教教區，屬玻利瓦爾城總教區。
教區成立於1979年8月20日，位於玻利瓦爾州東北部，代主教座堂位於奧爾達斯港。2006年有教友793,000人（佔轄區總人口90.0%）、卅一個堂區、卅八名司鐸。現任教區主教為馬里亞諾·若瑟·帕拉·桑多瓦爾。